# 24 Korpus Zmechanizowany (ZSRR)
24 Korpus Zmechanizowany (ros. 24-й механизированный корпус) – wyższy związek taktyczny wojsk zmechanizowanych Armii Czerwonej okresu II wojny światowej.

## Formowanie
Formowanie Korpusu rozpoczęto w lutym – marcu 1941 roku w Kijowskim Specjalnym Okręgu Wojskowym. Sztab Korpusu rozlokowany był w Płoskirowie na Ukrainie.

### Skład
- 45 Dywizja Pancerna,
- 49 Dywizja Pancerna,
- 216 Dywizja Zmotoryzowana,
- 17 pułk motocyklowy,
- 551 samodzielny batalion łączności,
- 81 samodzielny zmotoryzowany batalion inżynieryjny,
- 124 korpuśna eskadra lotnicza.

### Wyposażenie
22 czerwca 1941 17 Korpus Zmechanizowany liczył 21 556 żołnierzy (60% stanu etatowego).
Na dzień 30.06.1941 Korpus miał na stanie:
- 185 czołgów, w tym:
  - 126 T-26,
  - 10 BT-7,
  - 3 czołgi z miotaczami płomieni (chemiczne),
  - 7 tankietek T-27[1] .

### Dowódcy
- generał major Władimir Czystjakow

### Działania
W chwili ataku Niemiec na ZSRR korpus znajdował się w rezerwie Frontu Południowo-Zachodniego. Korpus został oficjalnie rozformowany 6.08.1941 roku .